# St. Katharina (Rezelsdorf)

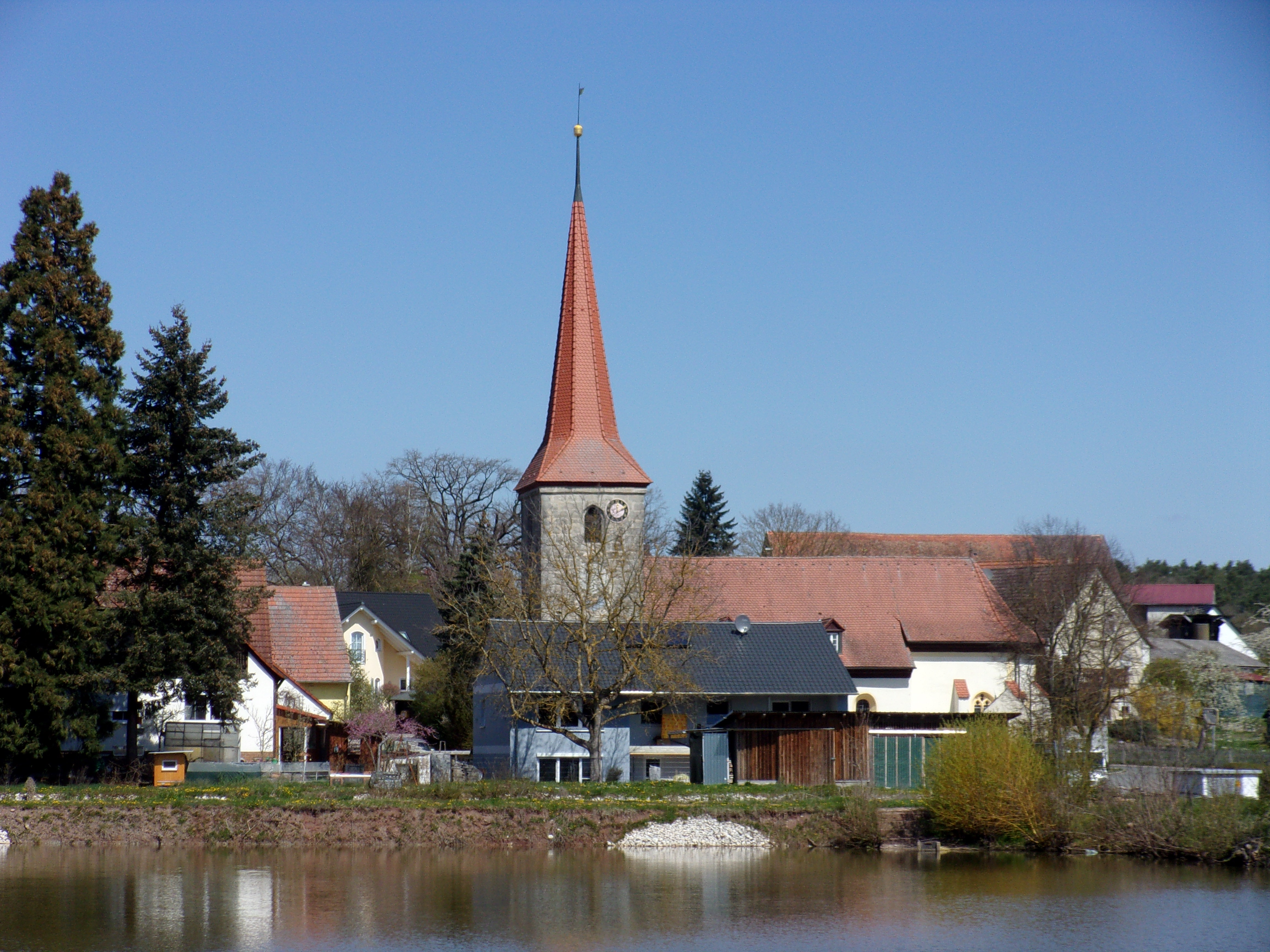
St. Katharina (Rezelsdorf)

Die denkmalgeschützte, evangelisch-lutherische Filialkirche St. Katharina steht in Rezelsdorf, einem Gemeindeteil des Marktes Weisendorf im Landkreis Erlangen-Höchstadt (Mittelfranken, Bayern). Die Kirche ist unter der Denkmalnummer D-5-72-164-22 als Baudenkmal in der Bayerischen Denkmalliste eingetragen. Die Kirche gehört zur Pfarrei Weisendorf im Dekanat Erlangen im Kirchenkreis Nürnberg der Evangelisch-Lutherischen Kirche in Bayern.

## Beschreibung
Der Fassadenturm im Westen der Saalkirche stammt im Kern aus dem 14. Jahrhundert. An ihn wurden das Langhaus und der eingezogene, dreiseitig geschlossene Chor, der von Strebepfeilern gestützt wird, in der zweiten Hälfte des 15. Jahrhunderts angebaut. 1715 wurde der Innenraum durch Georg Christoph Kreß von Kressenstein barockisiert. 
Im tonnengewölbten Langhaus befinden sich Emporen an zwei Seiten. Zur Kirchenausstattung gehört der Ende des 15. Jahrhunderts gebaute Flügelaltar. Auf seinen Flügeln befinden sich Gemälde über die Legende der heiligen Katharina von Alexandrien und Wappen der Stifter Rieter von Kornburg und Mendel.